# AJP Motos
AJP Motos è una casa motociclistica portoghese di motociclette per enduro. La società è stata fondata nel 1987 dai fratelli Antonio Pinto e Jorge Pinto (da cui la sigla aziendale) a Penafiel, una città nel nord del Portogallo. L'azienda originariamente è nata come un laboratorio di preparazione di moto fuoristrada e si è evoluta rapidamente nel rendere la sua prima motocicletta.

## Storia

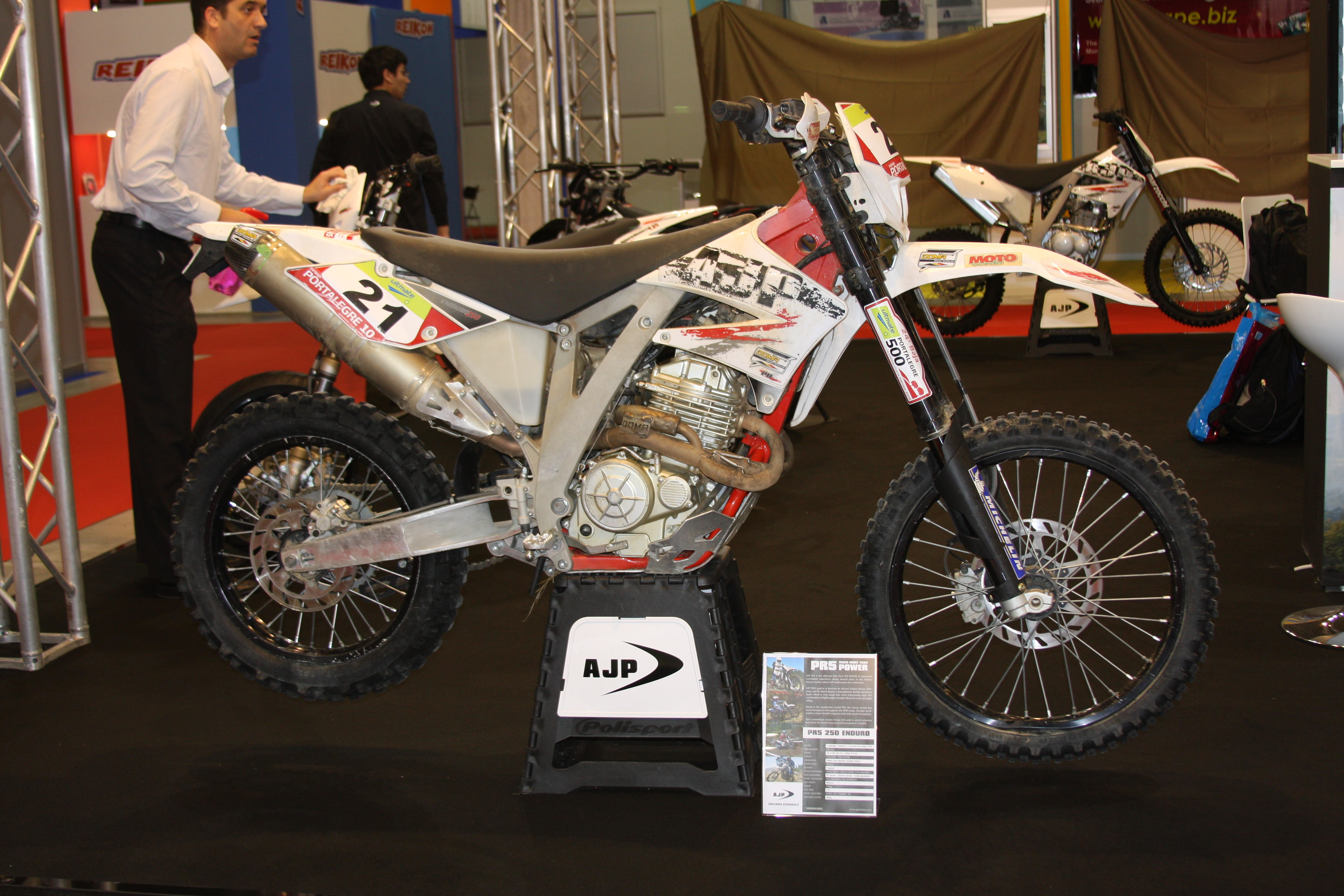
2010 AJP PR5 250 cm³.

Nel 1981, a 22 anni, Antonio Pinto ha aperto un negozio di riparazione moto e modifiche. Più tardi, nel 1987, AJP è stata fondata ed ha presentato la sua prima creazione, la Ariana 125, equipaggiata con un motore 2 tempi Casal, Ariana è anche il nome della figlia di Antonio Pinto nata in quello stesso anno. Questa moto è stata prodotta in una serie limitata di 25 esemplari.
Il 2001 ha rappresentato un punto di svolta per AJP: è stata lanciata una moto nuova, la AJP PR4 125, con motore a 4 tempi e il serbatoio del carburante posizionato sotto il sedile del pilota. L'AJP PR4 125 segna l'inizio di attività di esportazione per la ditta, con le prime unità inviate in Francia, Germania e Inghilterra. Nel 2003, AJP si trasferisce in un nuovo stabilimento a Lousada e nel 2004 introduce una nuova versione della PR4 con un motore da 200 cm³. Grazie a questo modello si è espansa l'esportazione in Spagna, Polonia, Italia e Grecia.
Nel 2007 è stata lanciata la AJP PR3 200 MX. Il modello introduce un nuovo concetto del telaio sviluppato dall'azienda, con longheroni in alluminio doppio ed è seguito da una versione "PRO", con un set di sospensioni evolute. Presenta un peso di solo 89 kg, è dotata di un motore con misure di alesaggio e corsa di 69,0 x 53,0 mm che eroga 13,2 kw (19 CV). Alla fine del 2009, AJP mette in vendita la nuova PR5 dotata di motore con iniezione da 250 cm³ destinata ad essere esportata anche in Giappone e Brasile.